# Синков, Абрахам
Абрахам Синков (англ. Abraham Sinkov, 1907—1998) — американский криптограф.

## Биография
Родился в Филадельфии, в семье евреев-иммигрантов из России, вырос в Бруклине, окончил Городской колледж Нью-Йорка в Нью-Йорке, после чего некоторое время преподавал математику в школах Нью-Йорка. В 1930 году Синков вместе со своим школьным другом Соломоном Кульбак получили предложение о трудоустройстве на гражданскую службу, и были приняты на работу в качестве младших криптоаналитиков, хотя в то время ещё не представляли, что это за работа. В это время Вольф Фридман формировал штат американской службы радиотехнической разведки. А. Синков и С. Кульбак стали третьим и четвёртым сотрудниками этой организации.
Вольф Фридман обучал молодых сотрудников криптографии, проводя специальные тренинги в лагере в Форт-Миде. Выпускники его получали звания офицеров запаса, а Синков и Кульбак также получили докторские степени по математике (Синков получил докторскую степень в 1933 году в Университете Джорджа Вашингтона). В 1936 году А. Синков получил назначение в Зону Панамского канала, где организовал первый пост радиоперехвата армии США за пределами территории Соединенных Штатов.
Благодаря успехам криптоаналитиков после 1935 года были взломаны японские дипломатические шифры, что способствовало росту авторитета американской службы радиоразведки, а также увеличению её финансирования правительством США и росту численности персонала.
В 1940 году США и Великобритания начали обмен материалами, расшифрованными криптоаналитиками, что продемонстрировало значительный успех англичан во взломе немецких кодов, а их американских коллег — японских кодов. Это привело к беспрецедентному уровню сотрудничества в сфере радиоэлектронной разведки между двумя странами во время Второй мировой войны.
В январе-апреле 1941 года А. Синков в чине капитана находился в составе делегации американских спецслужб в Великобритании для обмена информацией о программах дешифровки неприятельских кодов. А. Синков и его коллеги посетили Блетчли-Парк — штаб-квартиру британских криптографов, а также обменялись информацией о немецких и японских системах кодов. До сих пор неясно, в каком объёме англичане посвятили американскую делегацию в детали взломанных кодов германской шифровальной машины «Энигма». Миссия в Великобритании была в целом успешной и способствовала дальнейшему развитию сотрудничества британских и американских криптологов.
После нападения японцев на Пёрл-Харбор 7 декабря 1941 года, японская армия также атаковала Филиппинские острова. Генералу Д. Макартуру было приказано покинуть Филиппины и создать базу для армии США в Австралии. Макартур, понимая необходимость дешифровальной службы, своим приказом 15 апреля 1942 года создал Центральное бюро радиоразведки в Мельбурне (впоследствии оно было перебазировано в Брисбен). В июле 1942 года Синков прибыл в Мельбурн в качестве руководителя американского подразделения Центрального бюро. Центральное бюро формально возглавлял генерал С. Эйкин, но в действительности он редко появлялся в этой организации, фактически руководство Центральным бюро осуществлял Синков, который проявил хорошие организаторские способности и сумел в короткий срок сформировать единую команду из американцев и австралийцев. Деятельность Центрального бюро способствовала успеху действий американской армии в воздушной войне против японцев и позволила одержать ряд побед в операциях на Новой Гвинее и на Филиппинах.
После войны А. Синков служил в «Агентстве безопасности армии» (ASA), а в 1949 году, когда было создано «Агентство безопасности вооруженных сил» (AFSA) — первая централизованная криптографическая организация в США, Синков стал в нём руководителем программы безопасности коммуникаций и сохранил эту должность при реорганизации агентства в АНБ в 1952 году.
В 1954 году А. Синков стал вторым сотрудником АНБ, который окончил Национальный военный колледж (первым был Л.Торделла). Вернувшись в АНБ, он стал заместителем директора, поменявшись местами со своим старым коллегой Фрэнком Роулеттом. А. Синков вышел в отставку из АНБ в 1962 году в звании полковника.
В 1966 году он написал книгу Элементарный криптоанализ: математический подход, это была одна из первых книг по криптографии, доступных для широкой общественности.
После завершения своей 32-летней карьеры в АНБ А. Синков работал в качестве профессора математики в Университете штата Аризона.
Умер в 1998 году, его имя увековечено в Зале славы военной разведки США и Зале Славы Агентства национальной безопасности США.

## Публикации
- Sinkov, Abraham. Elementary cryptanalysis: a mathematical approach. — Washington: Математическая ассоциация Америки, 2009. — ISBN 9780883859377.